# 迪士尼反派
迪士尼反派是華特迪士尼公司所創的，這些人物已作為迪士尼人物系列中的一部分的虛構人物。這些反派也出現了一些續集、圖像、遊戲、漫畫、舞台劇或真人改編電影。

## 長篇動畫

### 迪士尼經典動畫

#### 主要角色
| 順序 | 反派                          | 出道作             | 同黨跟班                                                                         | 備註                                                                              |
| 1    | 邪惡皇后 Evil Queen           | 《白雪公主》       | 黑烏鴉（Raven） 魔鏡（Magic Mirror） 兩隻禿鷹（Two Vultures） 狩獵者（Huntsman） | 邪惡皇后喝了魔藥變身為巫婆。                                                      |
| 2    | 崔梅恩夫人 Lady Tremaine      | 《仙履奇緣》       | 崔西里亞（Drizella） 安泰西亞（Anastasia） 魯斯佛（Lucifer）                     | 安泰西亞(Anastasia)在續集《仙履奇緣2：美夢成真》和《仙履奇緣3：時間魔法》中變好。 |
| 3    | 紅心皇后 Queen of Hearts      | 《愛麗絲夢遊仙境》 | 紅心國王（King of Hearts） 桌牌們（Deck of Cards）                               |                                                                                   |
| 4    | 虎克船長 Captain Hook         | 《小飛俠》         | 史密先生（Mr.Smee） 海盜們（The Pirates）                                        |                                                                                   |
| 5    | 黑魔女 Maleficent             | 《睡美人》         | 迪亞布羅（Diablo） 黑魔女的暴徒（Maleficent's Goons）                            | 黑魔女後變身为一隻巨大的黑色巨龍                                                  |
| 6    | 库伊拉·德·威尔 Cruella De Vil | 《101忠狗》        | 賈斯柏與霍瑞（Jasper & Horace）                                                  |                                                                                   |
| 7    | 烏蘇拉 Ursula                 | 《小美人魚》       | 胡善與賈善（Flotsam & Jetsam）                                                   | 烏蘇拉變成凡妮莎（Vennessa）誘惑亞力克王子結婚。                                  |
| 8    | 賈方 Jafar                    | 《阿拉丁》         | 艾格（Iago） 葛辛（Gazeem）                                                      | 賈方後變身为一隻巨大的蛇 艾格（Iago）在續集《賈方復仇記》中變好。                 |
| 9    | 刀疤 Scar                     | 《獅子王》         | 桑琪、班仔和艾德（Shenzi, Banzai & Ed）                                          |                                                                                   |
| 10   | 凱帝斯 Hades                  | 《大力士》         | 痛苦與慌張（Pain & Panic）                                                       |                                                                                   |
| 11   | 伊絲瑪 Yzma                   | 《變身國王》       | 高剛（Kronk）                                                                    | 高剛（Kronk）在《變身國王2：高剛外傳》中變好。                                    |
| 12   | 霍博士 Dr. Facilier           | 《公主與青蛙》     | 陰影人（Facilier's Shadow）                                                      |                                                                                   |

#### 次要角色
| 順序 | 反派                              | 出道作         | 同黨跟班 | 備註                                                 |
| 1    | 約翰親王 Prince John              | 《羅賓漢》     | 希斯爵士（Sir Hiss） 諾丁漢侍衛長（Sheriff of Nottingham） 屈格與納斯（Trigger & Nutsy） 鱷魚隊長（Captain Crocodile） 犀牛侍衛隊（Rhino Guards） 狼弓箭手（Wolf Arrowmen） |                                                      |
| 2    | 加斯頓 Gaston                     | 《美女與野獸》 | 來富（Lefou） |                                                      |
| 3    | 雷特克里夫總督 Governor Ratcliffe | 《風中奇緣》   | 波斯（Percy） |                                                      |
| 4    | 孚羅洛 Frollo                     | 《鐘樓怪人》   | 孚羅洛的侍衛隊（Frollo's Guards） | 侍衛隊在《鐘樓怪人2 ：老實鐘的秘密》重新跟隨費比斯。 |
| 5    | 單 Shan Yu                        | 《花木蘭》     | 隼（Hayabusa） 匈奴（The Huns） |                                                      |
| 6    | 克里頓 Clayton                    | 《泰山》       | 克里頓的水手們（Clayton's Sailors） |                                                      |
| 7    | 葛索媽媽 Mother Gothel            | 《魔髮奇緣》   | 斯塔賓兄弟（Stabbington Brothers） |                                                      |
| 8    | 漢斯王子 Prince Hans              | 《冰雪奇緣》   | | 唯一一個沒有任何同黨跟班的反派。                     |

#### 其他角色
| 其他反派角色列表 | 其他反派角色列表                   | 其他反派角色列表            | 其他反派角色列表                                                                                 | 其他反派角色列表                                                        |
| ---------------- | ---------------------------------- | --------------------------- | ------------------------------------------------------------------------------------------------ | ----------------------------------------------------------------------- |
| 順序             | 反派                               | 出道作                      | 同黨跟班                                                                                         | 備註                                                                    |
| 1                | 史壯波利 Stromboli                 | 《木偶奇遇記》              |                                                                                                  |                                                                         |
| 2                | 老實約翰 Honest John               | 《木偶奇遇記》              | 吉弟安（Gideon）                                                                                 |                                                                         |
| 3                | 馬車夫 Coachman                    | 《木偶奇遇記》              | 馬車夫的爪牙（Coachman's minions）                                                               |                                                                         |
| 4                | 藍普維克 Lampwick                  | 《木偶奇遇記》              |                                                                                                  |                                                                         |
| 5                | 魔神 Chernabog                     | 《幻想曲》                  | 死神（Grim Reaper） 幽靈騎士（Ghost Horseman） 巫婆（Witches） 魔神的爪牙 (Chernabog’s minions） | 篇章《荒山之夜》（A Night on Bald Mountain）                            |
| 6                | 宙斯 Zeus                          | 《幻想曲》                  | 兀兒肯（Volcan） 風神（Boreas）                                                                  | 篇章《田園交響曲》（Pastoral Symphony）                                 |
| 7                | 暴龍 Tyrannosaurus Rex             | 《幻想曲》                  | 角鼻龍（Ceratosaurus）                                                                           | 篇章《春之祭》（The Rite of Spring）                                    |
| 8                | 掌門 Ringmaster                    | 《小飛象》                  | 小丑（Clowns） 馬戲團侍衛（Circus Guards） 粉紅象群（Pink Elephants）                            |                                                                         |
| 9                | 史密提 Smitty                      | 《小飛象》                  |                                                                                                  |                                                                         |
| 10               | 阿諾 Ronno                         | 《小鹿斑比》                |                                                                                                  |                                                                         |
| 11               | 人類 Man                           | 《小鹿斑比》                | 獵狗群（Hound Dogs）                                                                             |                                                                         |
| 12               | － Tetti-Tatti                     | 《為我譜上樂章》            | （Tetti-Tatti's Sailors）                                                                        | 篇章《唱歌劇的鯨魚》（The Whale Who Wanted to Sing at the Met）         |
| 13               | 狼 The Wolf                        | 《為我譜上樂章》            |                                                                                                  | 篇章《彼得與狼》（Peter and the Wolf）                                  |
| 14               | 巨人威利 Willie the Giant          | 《米奇與魔豆》              | （Tetti-Tatti's Sailors）                                                                        | 篇章《米奇與魔豆》（Mickey and the Beanstalk）                          |
| 15               | 戽斗熊 Lumpjaw                     | 《米奇與魔豆》              |                                                                                                  | 篇章《邦果》（Bongo）                                                   |
| 16               | 無頭騎士 Headless Horseman         | 《伊老師與小蟾蜍大歷險》    |                                                                                                  | 篇章《瞌睡谷傳奇》（The Legend of Sleepy Hollow）                       |
| 17               | 溫基先生 Mr.Winkie                 | 《伊老師與小蟾蜍大歷險》    | 黃鼠狼（Weasels）                                                                                | 篇章《小蟾蜍》（The Wind in the Willows）                               |
| 18               | 莎拉姑媽 Aunt Sarah                | 《小姐與流氓》              | 賽與安（Si & Am）                                                                                |                                                                         |
| 19               | 蠻夫人 Madam Mim                   | 《石中劍》                  |                                                                                                  |                                                                         |
| 20               | 狼 Wolf                            | 《石中劍》                  |                                                                                                  |                                                                         |
| 21               | 老鷹 Hawk                          | 《石中劍》                  |                                                                                                  |                                                                         |
| 22               | 狗魚 Pike                          | 《石中劍》                  |                                                                                                  |                                                                         |
| 23               | 謝利 Shere Khan                    | 《森林王子》                | 卡奧（Kaa）                                                                                      |                                                                         |
| 24               | 艾吉 Edgar                         | 《貓兒歷險記》              |                                                                                                  |                                                                         |
| 25               | 梅杜莎夫人 Madame Medusa           | 《救難小英雄》              | 史諾普斯先生（Mr.Snoops） 布魯塔斯與尼洛（Brutus & Nero）                                        |                                                                         |
| 25               | 阿摩斯·史萊德 Amos Slade           | 《狐狸與獵狗》              | 老大（Chief）                                                                                    | 阿摩斯和老大在最後變好。                                                |
| 26               | 角國王 Horned King                 | 《黑神鍋傳奇》              | （Crepper） 魔龍（Gwythaints）                                                                   |                                                                         |
| 27               | 瑞根教授 Professor Ratigan         | 《妙妙探》                  | 費蓋（Fidget） 費莉西亞（Felicia） 巴索羅繆（Bartholomew）                                       |                                                                         |
| 28               | 賽克斯 Sykes                       | 《奧麗華歷險記》            | （Roscoe & DeSoto）                                                                              |                                                                         |
| 30               | 珀西瓦爾·麥克林屈 Percival Mcleach | 《救難小英雄澳洲歷險記》    | 喬安娜（Joanna the Goanna）                                                                      |                                                                         |
| 31               | 達克先生 Monsieur D,Arque          | 《美女與野獸》              |                                                                                                  |                                                                         |
| 32               | 狼群 Wolves                        | 《美女與野獸》              |                                                                                                  |                                                                         |
| 33               | 風管 Forte                         | 《美女與野獸：貝兒的心願》  |                                                                                                  |                                                                         |
| 34               | 吉娜 Zira                          | 《獅子王2：辛巴的榮耀》     | 努卡（Nuka） 高孚（Kovu） 維塔妮（Vitani）                                                       | 高孚（Kovu）和維塔妮（Vitani）在故事最後變好了。                        |
| 35               | 火鳥 The Firebird                  | 《幻想曲2000》              |                                                                                                  | 篇章《火鳥組曲》（Firebird Suite）                                      |
| 36               | 盒子裡的傑克 Jack-in-the-Box       | 《幻想曲2000》              |                                                                                                  | 篇章《第二號鋼琴協奏曲快版》（Piano Concerto NO. 2, Allegro, Opus 102） |
| 37               | 傲慢的紅鶴們 Snooty Flamingos      | 《幻想曲2000》              |                                                                                                  | 篇章《動物狂歡節》（Carnival of the Animals）                           |
| 38               | 黑三角 Black Triangles             | 《幻想曲2000》              |                                                                                                  | 篇章《第五號交響曲》（Symphony NO. 5）                                  |
| 39               | 牛龍 Carnotaurus                   | 《恐龍》                    |                                                                                                  |                                                                         |
| 40               | 莫吉娜 Morgana                     | 《小美人魚2 - 重返大海》    | 杜鯊（Untertow） （Cloak & Dagger）                                                              |                                                                         |
| 41               | 雙髻鯊 Hammerhead Shark            | 《小美人魚2 - 重返大海》    |                                                                                                  |                                                                         |
| 42               | 洛克隊長 Captain Rourke            | 《失落的帝國》              | 海爾嘉（Helga Sinclair） 洛克的雇傭兵（Rourke's Mercenaries） 芬頓（Fenton Q. Harcourt）         |                                                                         |
| 43               | 澎澎 Pom-Pom                       | 《仙履奇緣2：美夢成真》     |                                                                                                  |                                                                         |
| 44               | 薩洛 Sarousch                      | 《鐘樓怪人2：老時鐘的秘密》 |                                                                                                  |                                                                         |
| 45               | 鋼圖艦長 Captain Gantu             | 《星際寶貝》                | 魯賓/625號實驗品（Reuben/625)                                                                    |                                                                         |
| 46               | 史約翰 John Silver                 | 《星銀島》                  | 史約翰的海盜們（Silver's Pirates）                                                               | 史約翰在故事最後似乎變好了。                                            |
| 47               | 史高 Scroop                        | 《星銀島》                  |                                                                                                  |                                                                         |
| 48               | 弗林特船長 Captain Nathaniel Flint | 《星銀島》                  |                                                                                                  |                                                                         |
| 49               | 瘦皮猴阿達 Alameda Slim            | 《放牛吃草》                | 李哥（Rico） 威利兄弟（The Willie Brothers） 衛斯理先生（Mr. Wesley） 老么（Junior the Buffalo） | 老么在故事最後變好了。                                                  |
| 50               | 倉鼠飛輪博士 Dr. Hämsterviel       | 《星際寶貝史迪奇》          | 羅利/628號實驗品（Leroy） 羅利複製品（Leroy Clones）                                             |                                                                         |
| 51               | 高帽先生 Bowler Hat Guy            | 《未來小子》                | 多力帽（DOR-15） 迷你多力帽（Mini-DORIS）                                                        |                                                                         |
| 52               | 瑪琳娜 Marina Del Rey              | 《小美人魚3：回到當初》     | 班傑明（Benjamin） 電鰻們（Electric Eels）                                                       |                                                                         |
| 53               | 綠眼博士 Dr. Calico                | 《雷霆戰狗》                |                                                                                                  |                                                                         |
| 54               | 糖果王/渦輪 Candy King/Turbo       | 《無敵破壞王》              | 優格比爾（Sour Bill）                                                                            | 比賽途中被機器飛蛾吞噬(並與飛蛾一體化)。                                |
| 55               | 卡拉漢教授 Professor Callaghan     | 《大英雄天團》              | 艾比蓋兒（Abigail） 微型機器人群(Microbots)                                                      | 卡拉漢教授戴上面具成為面具怪人（Yokai）。                               |
| 56               | 楊咩咩 Dawn Bellwether             | 《動物方城市》              | 道格(Doug) 華特（Woolter） 傑西（Jesse）                                                         |                                                                         |
| 57               | 塔馬托 Tamatoa                     | 《海洋奇緣》                |                                                                                                  |                                                                         |
| 58               | 帖卡 Te Ka                         | 《海洋奇緣》                |                                                                                                  | 在電影最後變好。                                                        |
| 59               | 納瑪莉 Namaari                     | 《尋龍使者：拉雅》          | 維拉納（Virana）                                                                                 |                                                                         |
| 60               | 阿焦 Anxiety                       | 《腦筋急轉彎2》             | 阿慕(Envy) 阿羞（Embarrassment） 阿廢（Ennui）                                                   | 在電影最後變好。                                                        |

### 皮克斯動畫
| 角色                                                                | 電影                             | 備註                                           |
| ------------------------------------------------------------------- | -------------------------------- | ---------------------------------------------- |
| 阿薛（Sid Phillips）                                                | 《玩具總動員》（1995年）         | 第三集成為清潔工。                             |
| 阿德（Scud）                                                        | 《玩具總動員》（1995年）         |                                                |
| 霸王 （Hopper）                                                     | 《蟲蟲危機》（1998年）           |                                                |
| 毛頭（Molt）                                                        | 《蟲蟲危機》（1998年）           | 故事最後變好而加入馬戲團。                     |
| 山霸 （Thumper）                                                    | 《蟲蟲危機》（1998年）           |                                                |
| （Fly Brothers&Thud）                                               | 《蟲蟲危機》（1998年）           |                                                |
| 鳥（Bird）                                                          | 《蟲蟲危機》（1998年）           |                                                |
| 小雞（Chicks）                                                      | 《蟲蟲危機》（1998年）           |                                                |
| 玩具商艾爾（Al McWhiggin）                                          | 《反斗奇兵2》（1999年）          |                                                |
| 邋遢礦工彼得（Stinky Pete the Prospector）                          | 《反斗奇兵2》（1999年）          | 故事最後被塞進艾咪的背包裡(背包的身旁還有芭比) |
| （Gunslinger & Blacksmith）                                         | 《反斗奇兵2》（1999年）          |                                                |
| 藍道寶基斯（Randall Boggs）                                         | 《怪獸公司》（2001年）           |                                                |
| 蘑菇怪（Fungus）                                                    | 《怪獸公司》（2001年）           | 故事最後變好了。                               |
| 多腳怪先生（Henry J. Waternoose）                                   | 《怪獸公司》（2001年）           |                                                |
| 皮雪曼（Dr. Philip Sherman）                                        | 《海底總動員》（2003年）         |                                                |
| 大嚿（Bruce）                                                       | 《海底總動員》（2003年）         | 故事最後似乎變好了。                           |
| 超勁先生（Syndrome）                                                | 《超人特攻隊》（2004年）         |                                                |
| （Omnidroid）                                                       | 《超人特攻隊》（2004年）         |                                                |
| （Syndrome's henchmen）                                             | 《超人特攻隊》（2004年）         |                                                |
| （The Underminer）                                                  | 《超人特攻隊》（2004年）         |                                                |
| （Bomb Voyage）                                                     | 《超人特攻隊》（2004年）         |                                                |
| （Gilbert Huph）                                                    | 《超人特攻隊》（2004年）         |                                                |
| 阿戚（Chick Hicks）                                                 | 《汽車總動員》（2006年）         |                                                |
| （Chick Hicks's Pit Crew）                                          | 《汽車總動員》（2006年）         |                                                |
| （The Delinquent Road Hazards）                                     | 《汽車總動員》（2006年）         |                                                |
| （Frank）                                                           | 《汽車總動員》（2006年）         |                                                |
| 黑麵（Chef Skinner）                                                | 《料理鼠王》（2007年）           |                                                |
| 衛生稽查員（Health Inspector）                                      | 《料理鼠王》（2007年）           |                                                |
| （Talon Labarthe）                                                  | 《料理鼠王》（2007年）           |                                                |
| 范高深（Anton Ego）                                                 | 《料理鼠王》（2007年）           | 故事最後中變好了                               |
| 安比特（Abeter）                                                    | 《料理鼠王》（2007年）           | 故事最後中變好了                               |
| （The Old Lady）                                                    | 《料理鼠王》（2007年）           |                                                |
| 傲特（Auto）                                                        | 《瓦力》（2008年）               | 故事最後被艦長關機（並將公理號恢復原來角度）。 |
| 高佛（Go-4）                                                        | 《瓦力》（2008年）               | 故事最後被艦長踢到游泳池邊（從艦長室踢出）。   |
| 空姐（Steeward Bots）                                               | 《瓦力》（2008年）               | 最後被瓦力一行人全摧毁。                       |
| 查爾斯·F·蒙茲（Charles F. Muntz）                                   | 《天外奇蹟》（2009年）           |                                                |
| （Alpha、Beta & Gamma）                                             | 《天外奇蹟》（2009年）           |                                                |
| （Omega）                                                           | 《天外奇蹟》（2009年）           |                                                |
| （Muntz's Dogs）                                                    | 《天外奇蹟》（2009年）           |                                                |
| 台灣：熊抱哥／香港：攬攬熊勞蘇（Lots-O'-Huggin' Bear）                          | 《玩具總動員3》（2010年）        | 故事最後被清潔工帶走（綁在垃圾車車頭上）       |
| 台灣：玩具猴子／香港：具T（Toy Monkey）                                        | 《玩具總動員3》（2010年）        | 最後被胡迪和彈簧狗的膠帶綑住(電影最後有解脫)   |
| （Miles Axlerod）                                                   | 《反斗車王2》（2011年）          |                                                |
| Z博士 （Professor Zündapp）                                         | 《反斗車王2》（2011年）          | 最後被麥克飛彈抓住。                           |
| 忌廉，蛋糕（Grem & Acer）                                           | 《反斗車王2》（2011年）          | 最後被閃電麥坤一行人阻止。                     |
| 域陀曉高（Victor Hugo）                                             | 《反斗車王2》（2011年）          |                                                |
| （Tony Trihull）                                                    | 《反斗車王2》（2011年）          |                                                |
| 依雲（Ivan）                                                        | 《反斗車王2》（2011年）          |                                                |
| 台灣：魔都／香港：魔度（Mor'du）                                    | 《勇敢傳說之幻險森林》（2011年） |                                                |
| 台灣：強尼·J·沃辛頓／香港：尊尼·禾費頓（Johnny J. Worthington III） | 《怪獸大學》（2011年）           |                                                |
| 台灣：「查查亞歷山大」／香港：「查特亞歷山大」（Chet Alexander）    | 《怪獸大學》（2011年）           |                                                |
| 台灣：「菁嚇會」／香港：「勁嚇會」（Roar Omega Roar (RΩR)）         | 《怪獸大學》（2011年）           |                                                |
| 大醜怪（Jangles the Clown）                                         | 《腦筋急轉彎》（2015年）         |                                                |
| 恩尼托·德拉古司（Ernesto de la Cruz）                               | 《可可夜總會》（2017年）         | 下毒殺死海特，並搶走他的吉他與音樂創作筆記。   |
| 風暴傑森（Jackson Storm）                                           | 《Cars 3：閃電再起》（2017年）   |                                                |
| 蓋比蓋比（Gabby Gabby）                                             | 《玩具總動員4》（2019年）        | 最後用發聲器跟胡迪交換叉奇。                   |
| 阿本（The Bensons）                                                 | 《玩具總動員4》（2019年）        |                                                |

### 真人動畫
| 角色                                      | 電影                           | 備註 |
| ----------------------------------------- | ------------------------------ | ---- |
| 狐狸兄弟（Brer Fox）                      | 《南方之歌》（1946年）         |      |
| 熊兄弟（Brer Bear）                       | 《南方之歌》（1946年）         |      |
| 狼兄弟（Brer Wolf）                       | 《南方之歌》（1946年）         |      |
| 貓兄弟（Brer Cat）                        | 《南方之歌》（1946年）         |      |
| 喬與傑克（Joe & Jake）                    | 《南方之歌》（1946年）         |      |
| （The Bull）                              | 《南方之歌》（1946年）         |      |
| （Judge Doom）                            | 《威探闖通關》（1988年）       |      |
| （The Toon Patrol）                       | 《威探闖通關》（1988年）       |      |
| 尚·皮耶爾·理普（Jean Pierre Le Pelt）     | 《102真狗》（2001年）          |      |
| 兩個沒有名字的爪牙（Two Unnamed Minions） | 《102真狗》（2001年）          |      |
| 納瑞薩皇后（Queen Narissa）               | 《魔法奇緣》（2007年）         |      |
| 老人（The Old Man）                       | 《魔法奇緣》（2007年）         |      |
| （Troll）                                 | 《魔法奇緣》（2007年）         |      |
| 史提芬國王（King Stefan）                 | 《黑魔女：沉睡魔咒》（2014年） |      |

### 其他動畫
| 角色                                   | 電影                         | 備註             |
| -------------------------------------- | ---------------------------- | ---------------- |
| 惡巫先生（Oogie Boogie）               | 《怪誕城之夜》（1993年）     |                  |
| 鎖頭，驚嚇及桶裝（Lock、Shock&Barrel） | 《怪誕城之夜》（1993年）     | 故事最後變好了。 |
| （Evil Wrath）                         | 《怪誕城之夜》（1993年）     |                  |
| （The Experiments）                    | 《怪誕城之夜》（1993年）     |                  |
| （The Rhino）                          | 《飛天巨桃歷險記》（1996年） |                  |
| （Aunt Sponge&Aunt Spiker）            | 《飛天巨桃歷險記》（1996年） |                  |
| （Skeleton Pirates）                   | 《飛天巨桃歷險記》（1996年） |                  |
| （Mechanical Shark）                   | 《飛天巨桃歷險記》（1996年） |                  |
| （Gernal Von Talon）                   | 《鴿戰總動員》（2005年）     |                  |
| （Underlingk & Cufflingk）             | 《鴿戰總動員》（2005年）     |                  |

## 短篇動畫
| 角色                                | 電影                                          | 備註                           |
| ----------------------------------- | --------------------------------------------- | ------------------------------ |
| 大野狼（Big Bad Wolf）              | 《三隻小豬》（1933年） 《三隻小狼》（1936年） | 故事最後被燙屁股並從煙囪逃出。 |
| 三隻小狼（The Three Little Wolves） | 《三隻小狼》（1936年）                        |                                |
| 冥王布魯托（Pluto）                 | 《春神》（1934年）                            |                                |
| 拍賣商（Auctioneer）                | 《The Small One》（1978年）                   |                                |

## 米奇卡通系列
| 角色                                         | 卡通                                                                | 備註 |
| -------------------------------------------- | ------------------------------------------------------------------- | ---- |
| 皮特（Pete）                                 | 《乞丐王子》（1990年）                                              |      |
| 黃鼠狼（The Weasels）                        | 《乞丐王子》（1990年）                                              |      |
| （Duke Igthorn）                             | 《妙妙熊歷險記》（Adventures of the Gummi Bears）（1985年－1989年） |      |
| （Toadie）                                   | 《妙妙熊歷險記》（Adventures of the Gummi Bears）（1985年－1989年） |      |
| （Ogres）                                    | 《妙妙熊歷險記》（Adventures of the Gummi Bears）（1985年－1989年） |      |
| （Lady Bane）                                | 《妙妙熊歷險記》（Adventures of the Gummi Bears）（1985年－1989年） |      |
| 布倫特（Flintheart Glomgold）                | 《唐老鴨俱樂部》（Ducktales）（1987年－1990年）                     |      |
| （Ma Beagle）                                | 《唐老鴨俱樂部》（Ducktales）（1987年－1990年）                     |      |
| 賊兄弟（The Beagle Boys）                    | 《唐老鴨俱樂部》（Ducktales）（1987年－1990年）                     |      |
| （Fat Cat）                                  | 《救難小福星》（Chip 'n Dale Rescue Rangers）（1989年－1990年）     |      |
| （Mepps）                                    | 《救難小福星》（Chip 'n Dale Rescue Rangers）（1989年－1990年）     |      |
| （Mole）                                     | 《救難小福星》（Chip 'n Dale Rescue Rangers）（1989年－1990年）     |      |
| （Wart）                                     | 《救難小福星》（Chip 'n Dale Rescue Rangers）（1989年－1990年）     |      |
| （Snout）                                    | 《救難小福星》（Chip 'n Dale Rescue Rangers）（1989年－1990年）     |      |
| （The Other Ratmice）                        | 《救難小福星》（Chip 'n Dale Rescue Rangers）（1989年－1990年）     |      |
| （Professor Norton Nimnul）                  | 《救難小福星》（Chip 'n Dale Rescue Rangers）（1989年－1990年）     |      |
| （Normie）                                   | 《救難小福星》（Chip 'n Dale Rescue Rangers）（1989年－1990年）     |      |
| （Pillbugs）                                 | 《救難小福星》（Chip 'n Dale Rescue Rangers）（1989年－1990年）     |      |
| （Dogs-Robots）                              | 《救難小福星》（Chip 'n Dale Rescue Rangers）（1989年－1990年）     |      |
| （Buffy Ratskiwatski）                       | 《救難小福星》（Chip 'n Dale Rescue Rangers）（1989年－1990年）     |      |
| （Ignatz “Ratso” Ratskiwatski）              | 《救難小福星》（Chip 'n Dale Rescue Rangers）（1989年－1990年）     |      |
| （Rocco & Moose）                            | 《救難小福星》（Chip 'n Dale Rescue Rangers）（1989年－1990年）     |      |
| 唐·卡內基（Don Karnage）                     | 《航空小英雄》（Talespin）（1990年－1991年）                        |      |
| （Dumptruck）                                | 《航空小英雄》（Talespin）（1990年－1991年）                        |      |
| 瘋狗（Mad Dog）                              | 《航空小英雄》（Talespin）（1990年－1991年）                        |      |
| （Colonel Spigot）                           | 《航空小英雄》（Talespin）（1990年－1991年）                        |      |
| （Trader Moe）                               | 《航空小英雄》（Talespin）（1990年－1991年）                        |      |
| （Negaduck）                                 | 《狡猾飛天德》（Darkwing Duck）（1991年－1992年）                   |      |
| （Megavolt）                                 | 《狡猾飛天德》（Darkwing Duck）（1991年－1992年）                   |      |
| （Quackerjack）                              | 《狡猾飛天德》（Darkwing Duck）（1991年－1992年）                   |      |
| （Bushroot）                                 | 《狡猾飛天德》（Darkwing Duck）（1991年－1992年）                   |      |
| （Liquidator）                               | 《狡猾飛天德》（Darkwing Duck）（1991年－1992年）                   |      |
| （Professor Moliarty）                       | 《狡猾飛天德》（Darkwing Duck）（1991年－1992年）                   |      |
| （Tuskerninni）                              | 《狡猾飛天德》（Darkwing Duck）（1991年－1992年）                   |      |
| （Evil Manta）                               | 《小美人魚卡通版》（1992年－1994年）                                |      |
| （Lobster Mobster & Da Shrimp）              | 《小美人魚卡通版》（1992年－1994年）                                |      |
| 阿比莫（Abis Mal）                           | 《阿拉丁》（1994年－1995年）                                        |      |
| （Mozenrath）                                | 《阿拉丁》（1994年－1995年）                                        |      |
| 罪犯們（Criminals）                          | 《賈方復仇記》（1994年）                                            |      |
| 黛夢娜（Demona）                             | 《夜行神龍》（Gargoyles）（1994年－1997年）                         |      |
| 大衛·贊納吐斯（David Xanatos）               | 《夜行神龍》（Gargoyles）（1994年－1997年）                         |      |
| 贊納吐斯的追隨者（Xanatos's henchmen）       | 《夜行神龍》（Gargoyles）（1994年－1997年）                         |      |
| （Trinket）                                  | 《波波安》（Pepper Ann）（1997年－2000年）                          |      |
| 愛麗絲·凱恩（Alice Kane）                    | 《波波安》（Pepper Ann）（1997年－2000年）                          |      |
| （Adonis）                                   | 《大力士卡通版》（1998年－1999年）                                  |      |
| （Hecate）                                   | 《大力士卡通版》（1998年－1999年）                                  |      |
| 怪博士（Dr.Drakken）                         | 《麻辣女孩》（2002年－2007年）                                      |      |
| 席果（Shego）                                | 《麻辣女孩》（2002年－2007年）                                      |      |
| 辛辣老芋頭（Senor Senior Sr.）               | 《麻辣女孩》（2002年－2007年）                                      |      |
| 嗆辣小番薯（Senor Senior Jr.）               | 《麻辣女孩》（2002年－2007年）                                      |      |
| 猴拳爵士（Monkey Fist）                      | 《麻辣女孩》（2002年－2007年）                                      |      |
| （Experiment 627）                           | 《星際寶貝卡通版》（2003年－2006年）                                |      |
| （Dean&Merwin Frankstein）                   | 《星際寶貝卡通版》（2003年－2006年）                                |      |
| （Zim & Zam）                                | 《變身國王上學記》（2006年－2008年）                                |      |
| 漢斯·杜芬舒斯博士（Dr. Heinz Doofenshmirtz） | 《飛哥與小佛》（2007年－2015年）                                    |      |
| 反芻終結者（The Regurgitator）               | 《飛哥與小佛》（2007年－2015年）                                    |      |
| （Khaka Peu Peu）                            | 《飛哥與小佛》（2007年－2015年）                                    |      |
| 比爾·賽佛(Bill Cipher)                       | 《神秘小鎮大冒險》 (2012年－2016年）                                |      |